# NGC 7492

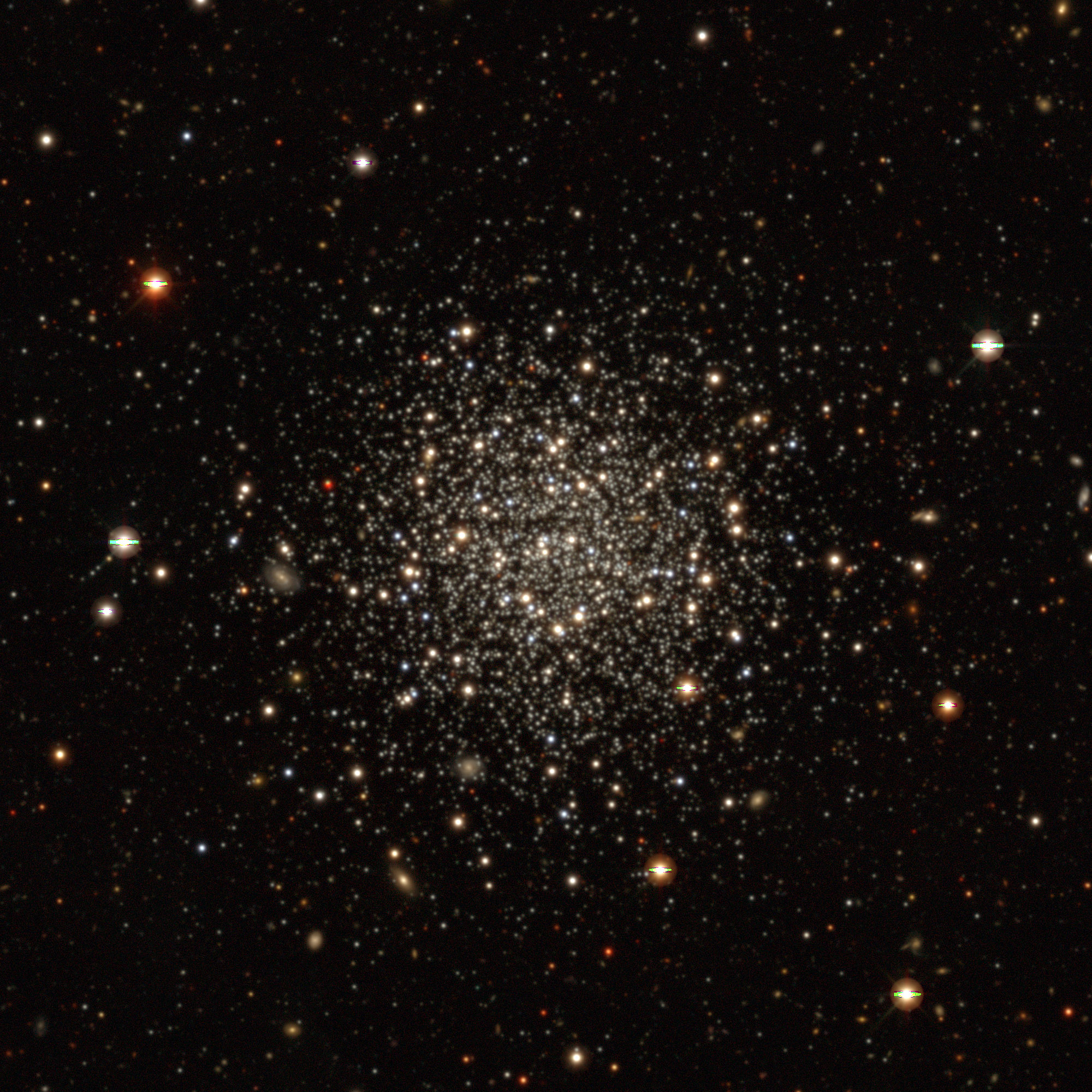
NGC 7492 par le projet « Legacy Surveys DR10 ».

NGC 7492 est un amas globulaire situé dans la constellation du Verseau à une distance de 26,3 kpc 85,7 kal du Soleil et à 25,3 kpc (82,5 kal) du centre de la Voie lactée,. Il a été découvert par l'astronome germano-britannique William Herschel en 1786.

## Observation
Avec une magnitude visuelle apparente égale à 10,48, il faut utiliser des jumelles dont l'ouverture est d'au moins 80 mm ou un petit télescope pour observer cet amas.

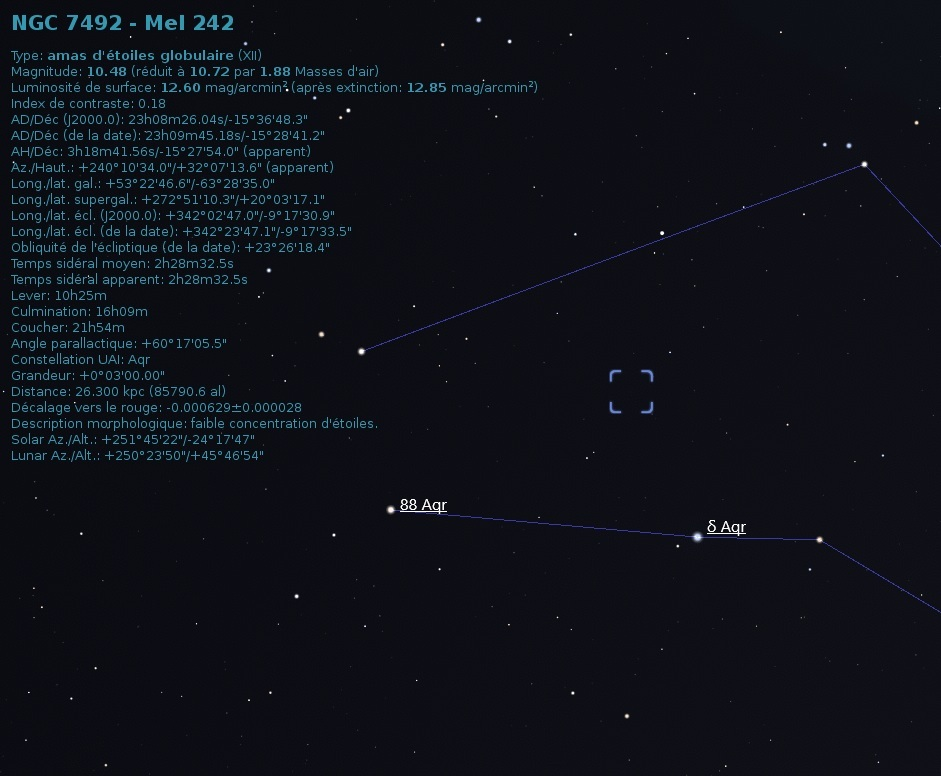
Localisation de NGC 7492 dans la constellation du Verseau. (Stellarium)

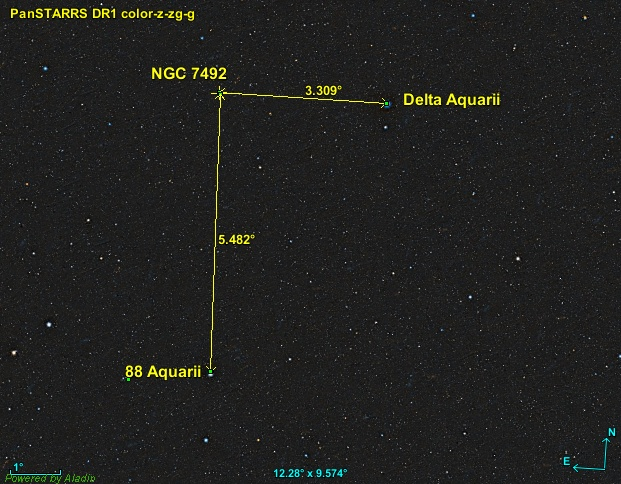
Deux étoiles près de NGC 7492.

NGC 7492 est à environ 3,1 degrés au nord-est de l'étoile Delta Aquarii et à environ 5,5 degrés au nord-ouest de 88 Aquarii.

## Caractéristiques

### Classe
La classe de concentration Shapley-Sawyer de NGC 7492 est XII,, ce qui signifie qu'il n'y a presque aucune concentration vers le centre.

### Vitesse
La base de données Simbad indique deux mesures récentes (2018 et 2019) presque égales de la vitesse radiale de l'amas l'une provenant du provenant Très Grand Télescope du télescope de l'observatoire W. M. Keck ainsi que de 20 000 vitesses provenant de la littérature scientifique. Cette vitesse est  égale à −176,7 ± 0,2 km/s. La deuxième vitesse indiquée provient des mesures effectuées par du satellite Gaia et elle est égale à  −176,70 ± 0,27 km/s.
Les valeurs de la vitesse indiquée par Harris et par le site SEDDS sont presque les mêmes que ces deux vitesses, soit −176,2 ± 1,2 km/s et −177,5 ± 0,6 km/s .

### Métallicité, masse et âge
L'étude publiée par Forbes et Bridges indique une métallicité de -1,41. Simbad indique une seule valeur de la métallicité, soit -1,69, et Harris indique une valeur de -1,78. Une métallicité comprise entre -1,78 et -1,41 signifie que le pourcentage en éléments lourds (plus lourds que l'hydrogène et l'hélium) varie de 2,7%  à 3,9% (10-1,78 à 10-1,41) comparé à celui du Soleil.
Après le Big Bang, l'Univers étant surtout composé d'hydrogène et d'hélium, la métallicité était pratiquement nulle. L'Univers s'est progressivement enrichi en métaux (éléments plus lourds que l'hélium) grâce à la synthèse de ceux-ci dans le cœur des étoiles. La métallicité des amas du halo de la Voie lactée varie d'un centième à un dixième de la métallicité solaire, ce qui signifie que ces amas se décomposent en deux sous-groupes, les relativement jeunes et les vieux. Selon sa métallicité, NGC 7492 serait donc un amas très âgé et pauvre en métaux. Son âge est estimée à 12,0 milliards d'années par Forbes.

## Les étoiles de NGC 7492
On peut aussi accéder aux propriétés de certaines étoiles situées dans les environs de NGC 7492 en utilisant la base de données Simbad et en cliquant sur le bouton children. Cette page montre 21 étoiles dont la probabilité d'appartenir à NGC 7492 est de 100%. En cliquant sur la désignation de l'étoile, on atteint la page de Simbad qui résume ses propriétés. Toutes ces étoiles sont situées sur la branche des géantes rouges dans le diagramme de Hertzsprung-Russell. Le tableau ci-dessous résume leurs propriétés.
| Nom                        | α                | δ                 | P (mas)         | d (pc)            | μα* (mas/an) | μδ* (mas/an) | mV    |
| -------------------------- | ---------------- | ----------------- | --------------- | ----------------- | ------------ | ------------ | ----- |
| 2MASS J23082232-1537427    | 23h 08m 22,3280s | -15° 37′ 42,7971″ | 0,0521 ± 0,041  | 19194+70896 -8453 | 0,779        | -2,538       | 14,7  |
| Cl* NGC 7492 C T           | 23h 08m 25,7629s | -15° 37′ 10,0493″ | 0,0495 ± 0,0358 | 20202+52791 -8479 | 0,636        | -2,384       | 15,53 |
| Cl* NGC 7492 C R           | 23h 08m 29,4760s | -15° 36′ 32,8606″ | 0,077 ± 0,0387  | 12987+13123 -4344 | 0,754        | -2,336       | 15,54 |
| 2MASS J23082083-1536204    | 23h 08m 20,8387s | -15° 36′ 20,4555″ | ?               | ?                 | 0,745        | -2,350       | 15,76 |
| [KGS2008] J230817.6-153644 | 23h 08m 17,6s    | -15° 36′ 44″      | ?               | ?                 | ?            | ?            | 16,11 |
| [KGS2008] J230819.6-153553 | 23h 08m 19,6s    | -15° 35′ 53″      | ?               | ?                 | ?            | ?            | 18,04 |
| [KGS2008] J230820.1-153539 | 23h 08m 20,1s    | -15° 35′ 39″      | ?               | ?                 | ?            | ?            | 16,94 |
| [KGS2008] J230820.8-153630 | 23h 08m 20,8s    | -15° 36′ 30″      | ?               | ?                 | ?            | ?            | 16,34 |
| [KGS2008] J230821.5-153558 | 23h 08m 20,8s    | -15° 35′ 38″      | ?               | ?                 | ?            | ?            | 16,34 |
| [KGS2008] J230821.5-153521 | 23h 08m 21,5s    | -15° 35′ 21″      | ?               | ?                 | ?            | ?            | 16,37 |
| [KGS2008] J230822.2-153706 | 23h 08m 22,2s    | -15° 37′ 06″      | ?               | ?                 | ?            | ?            | 16,59 |
| [KGS2008] J230823.5-153609 | 23h 08m 23,5s    | -15° 36′ 09″      | ?               | ?                 | ?            | ?            | 17,74 |
| [KGS2008] J230825.2-153817 | 23h 08m 25,2s    | -15° 38′ 17″      | ?               | ?                 | ?            | ?            | 18,23 |
| [KGS2008] J230825.5-153515 | 23h 08m 25,5s    | -15° 35′ 15″      | ?               | ?                 | ?            | ?            | 16,39 |
| [KGS2008] J230826.0-153728 | 23h 08m 26,0s    | -15° 37′ 28″      | ?               | ?                 | ?            | ?            | 18,04 |
| [KGS2008] J230826.0-153635 | 23h 08m 26,0s    | -15° 36′ 35″      | ?               | ?                 | ?            | ?            | 16,71 |
| [KGS2008] J230826.4-153715 | 23h 08m 26,4s    | -15° 37′ 15″      | ?               | ?                 | ?            | ?            | 15,92 |
| [KGS2008] J230826.6-153820 | 23h 08m 26,6s    | -15° 38′ 20″      | ?               | ?                 | ?            | ?            | 17,14 |
| [KGS2008] J230828.7-153620 | 23h 08m 28,7s    | -15° 36′ 20″      | ?               | ?                 | ?            | ?            | 17,23 |
| [KGS2008] J230829.6-153729 | 23h 08m 29,6s    | -15° 37′ 29″      | ?               | ?                 | ?            | ?            | 17,04 |
| [KGS2008] J230829.8-153638 | 23h 08m 29,8s    | -15° 36′ 38″      | ?               | ?                 | ?            | ?            | 17,45 |